# Acartophthalmus latrinalis
Acartophthalmus latrinalis är en tvåvingeart som beskrevs av Ozerov 1986. Acartophthalmus latrinalis ingår i släktet Acartophthalmus och familjen lövbuskflugor. Inga underarter finns listade i Catalogue of Life.